# 진단학회
진단학회(震檀學會)는 1934년 5월 11일에 조직된 역사 연구회이다.

## 역사
진단학회는 과거 친일역사단체인 조선사편수회의 일원 중 하나인 이병도 등이 주동이 되어 조직한 단체로, 일본 학자에 의하여 연구되던 한국의 역사·언어·문학 등을 한국 학자의 힘으로 연구, 한글로 발표하려는 목적을 가지고 1934년 5월 11일 설치되었다. 같은 해 11월 28일에 기관지로 《진단학보》를 창간, 계간으로 14집까지 계속하다가 일본인의 압력으로 중단되었다. 해방 이후 다시 계속되어 15·16집이 나오고 한국 전쟁 이후 17집이 나온 뒤로 23집이 간행되었다. 1959년 이래 《한국사》를 간행하였다.
일본의 압제 하에서 한국 학자들이 만든 한국학 연구조직 ‘진단학회(震檀學會)’는 그래서 더 의미가 있다. 한글도 역사도 지키고자 했다. 1957년 초판을 발행한 ‘진단학회 한국사’는 귀중한 재산의 역사로 겨레의 혼을 담았다고 평가한다.
이 학파에서는 사실을 사실대로만 파악하는 역사서술(실증사관)을 민족적 의무와 사명감에서 정열적으로 행했다. 그 연구의 분야는 고대사에서 현대사에까지 이르고 고고학·민속학 등을 포함하는 폭넓은 것이었지만 그 중에서 특히 활발히 연구된 것은 경제문제를 주로 하는 고대사 부분으로, 이러한 문제에 관하여는 일본인들과의 사이에 논전도 벌였다.

## 진단의 어원
진단(震檀)은 고대로부터 한국 또는 한민족을 이르는 이름이다. 떨칠 진, 벼락 진(震)으로 기개(氣槪)를 느낄 수 있는 글자다. 지진과도 같이 산하를 온통 뒤흔드는 기상을 품은 박달나무(단군·檀君의 상징)의 땅 또는 그 부족을 이른다. 진단(震壇) 진국(震國) 진단(震旦) 진역(震域) 등으로 칭했다.
문자의 뜻보다 주역(周易)에서의 풀이가 뜻이 깊다. 진(震)은 존귀하다. 주역의 설괘(說卦)에 나오는 진방(震方)은 동쪽, 즉 동방(東方)이다. 동쪽은 동서남북의 첫째, 해 뜨는 곳으로 옛부터 진단대륙(震壇大陸), 진단대륙(震旦大陸), 진동대륙(震東大陸)이라 했다. 동쪽은 음양오행(陰陽五行)으로 봄(춘·春)에 해당되어 상서로운 이미지로 풀이된다.

## 회의 발기인 및 초대위원
- 발기인: 고유섭 (高裕燮)· 김두헌 (金斗憲)· 김상기 (金庠基)· 김윤경 (金允經)· 김태준 (金台俊)· 김효정 (金孝井)· 이병기 (李秉岐)· 손진태 (孫晋泰)· 이상백 (李相佰)· 이선근 (李瑄根)· 이윤재 (李允宰)· 이은상 (李殷相)· 이재욱 (李在郁)· 이희승 (李熙昇)·문일평·박문규 (朴文圭)·백낙준 (白樂濬)·송석하 (宋錫夏)·신석호 (申奭鎬)· 우호익(禹浩翊)· 조윤제(趙潤濟)· 최현배(崔鉉培)· 홍순혁(洪淳赫)· 이병도 (李丙燾)

- 위원: 손진태·김태준·이윤재·이희승·조윤제·이병도

### 친일파 제명운동사건
광복 후 지식인들 자신을 가장 괴롭혔던 문제는‘친일 잔재 청산’ 문제였다. 무엇을 ‘친일’로 볼 것인지 명백한 기준이 없는 상황에서, 이 문제는 제도권 내로 진입한 지식엘리트 집단의 내부 분열을 조장할 만큼 정체성을 위협하는 심각한 문제였다. 식민지 시대 교직에 있었다는 것만으로도 친일 문제와 연루될 수 있었다. 진단학회는 해방 후 1947년 5월에 『진단학보』 제15호를 복간하는 등 학회활동을 재개했지만, 1949년에 제16호, 1955년에 제17호를 내는 정도에 그쳤고, 제17호에야 이병도가 복간사를 썼을 만큼 순탄하지 못했다. 그것은 진단학회 내부에서 일어난 친일파 제명운동사건과 연관이 있었다. 일제 말기부터 손진태와 더불어 신민족주의사관을 모색해온 조윤제가 해방 후 친일파 제명을 주장하고 나섰기 때문이었다.

## 같이 보기
- 손진태
- 이윤재
- 이희승
- 김태준
- 이병도

## 참고 자료
- 「한국사학의 성과와 전망」, 진단학회(震檀學會)의 성립과 활동, 민현구 저, 고려대학교출판부(2006년, 29~98p)
- 「무형문화재의 탄생」, ‘ 민족 문화’담론의 형성 정수진 저, 역사비평사(2008년, 121~137p)